# 1ª Divisão 1940 (hockey su pista)
La 1ª Divisão 1940 è stata la 2ª edizione del torneo di primo livello del campionato portoghese di hockey su pista. La competizione ha avuto inizio il 3 dicembre 1940 e si è conclusa il 13 luglio 1941.
Il titolo è stato conquistato dal Clube Futebol Benfica per la prima volta nella sua storia.

## Stagione

### Formula
La 1ª Divisão 1940 vide ai nastri di partenza quattordici club divisi in due gironi; ogni girone fu organizzato con un girone all'italiana, con gare di andata e ritorno. Erano assegnati tre punti per l'incontro vinto e due punti a testa per l'incontro pareggiato, mentre ne era attribuito uno solo per la sconfitta. Al termine della prima fase le prime squadre di ogni gruppo si qualificarono alla finale; la vincitrice venne proclamata campione di Portogallo.

## Prima fase

### Regional do Norte
|  | Pos. | Squadra           | Pt | G  | V | N | P  | GF | GS | DR  |
|  | ---- | ----------------- | -- | -- | - | - | -- | -- | -- | --- |
|  | 1.   | Infante de Sagres | 28 | 10 | 9 | 0 | 1  | 54 | 13 | +41 |
|  | 2.   | Estrela           | 28 | 10 | 9 | 0 | 1  | 26 | 13 | +13 |
|  | 3.   | Carvalhos         | 20 | 10 | 4 | 2 | 4  | 8  | 26 | -18 |
|  | 4.   | Espinho           | 17 | 10 | 3 | 1 | 6  | 16 | 53 | -37 |
|  | 5.   | Escola Livre      | 9  | 10 | 2 | 1 | 7  | 12 | 11 | +1  |
|  | 6.   | HC do Porto       | 0  | 10 | 0 | 0 | 10 |    |    |     |

Legenda:
  Qualificata alla finale.
Note:
Tre punti a vittoria, due per il pareggio, uno per la sconfitta.

### Regional de Lisboa
|  | Pos. | Squadra                    | Pt | G  | V  | N | P  | GF  | GS  | DR   |
|  | ---- | -------------------------- | -- | -- | -- | - | -- | --- | --- | ---- |
|  | 1.   | CF Benfica                 | 38 | 14 | 12 | 0 | 2  | 100 | 22  | +78  |
|  | 2.   | Paço de Arcos              | 35 | 14 | 10 | 1 | 3  | 69  | 27  | +42  |
|  | 3.   | Sporting CP                | 34 | 14 | 10 | 0 | 4  | 80  | 32  | +48  |
|  | 4.   | Benfica                    | 30 | 14 | 8  | 0 | 6  | 69  | 40  | +29  |
|  | 5.   | Lisgas                     | 27 | 14 | 6  | 1 | 7  | 66  | 47  | +19  |
|  | 6.   | Ateneu Comercial De Lisboa | 27 | 14 | 6  | 1 | 7  | 41  | 52  | -11  |
|  | 7.   | Sintra                     | 18 | 14 | 1  | 2 | 11 | 27  | 109 | -82  |
|  | 8.   | Campo de Ourique           | 14 | 14 | 0  | 1 | 13 | 16  | 139 | -123 |

Legenda:
  Qualificata alla finale.
Note:
Tre punti a vittoria, due per il pareggio, uno per la sconfitta.

## Finale
| Squadra 1  | Totale | Squadra 2         | Gara 1 | Gara 2 | Gara 3 |
| ---------- | ------ | ----------------- | ------ | ------ | ------ |
| CF Benfica | 13 - 7 | Infante de Sagres | 4 - 2  | 2 - 4  | 7 - 1  |

| Lisbona 28 giugno 1941 Partita di andata | CF Benfica | 4 – 2 | Infante de Sagres |  |

| Porto 22 giugno 1941 Partita di ritorno | Infante de Sagres | 4 – 2 | CF Benfica |  |

| Lisbona 13 luglio 1941 Partita di spareggio | CF Benfica | 7 – 1 | Infante de Sagres |  |